# Mołdzie (przystanek kolejowy)
Mołdzie – zlikwidowany przystanek osobowy w Mołdziach na linii kolejowej nr 223, w powiecie ełckim, w województwie warmińsko-mazurskim, w Polsce.